# Eupterote petola
Eupterote petola är en fjärilsart som beskrevs av Moore 1860. Eupterote petola ingår i släktet Eupterote och familjen Eupterotidae. Inga underarter finns listade i Catalogue of Life.